# Johann Nepomuk von Metzburg

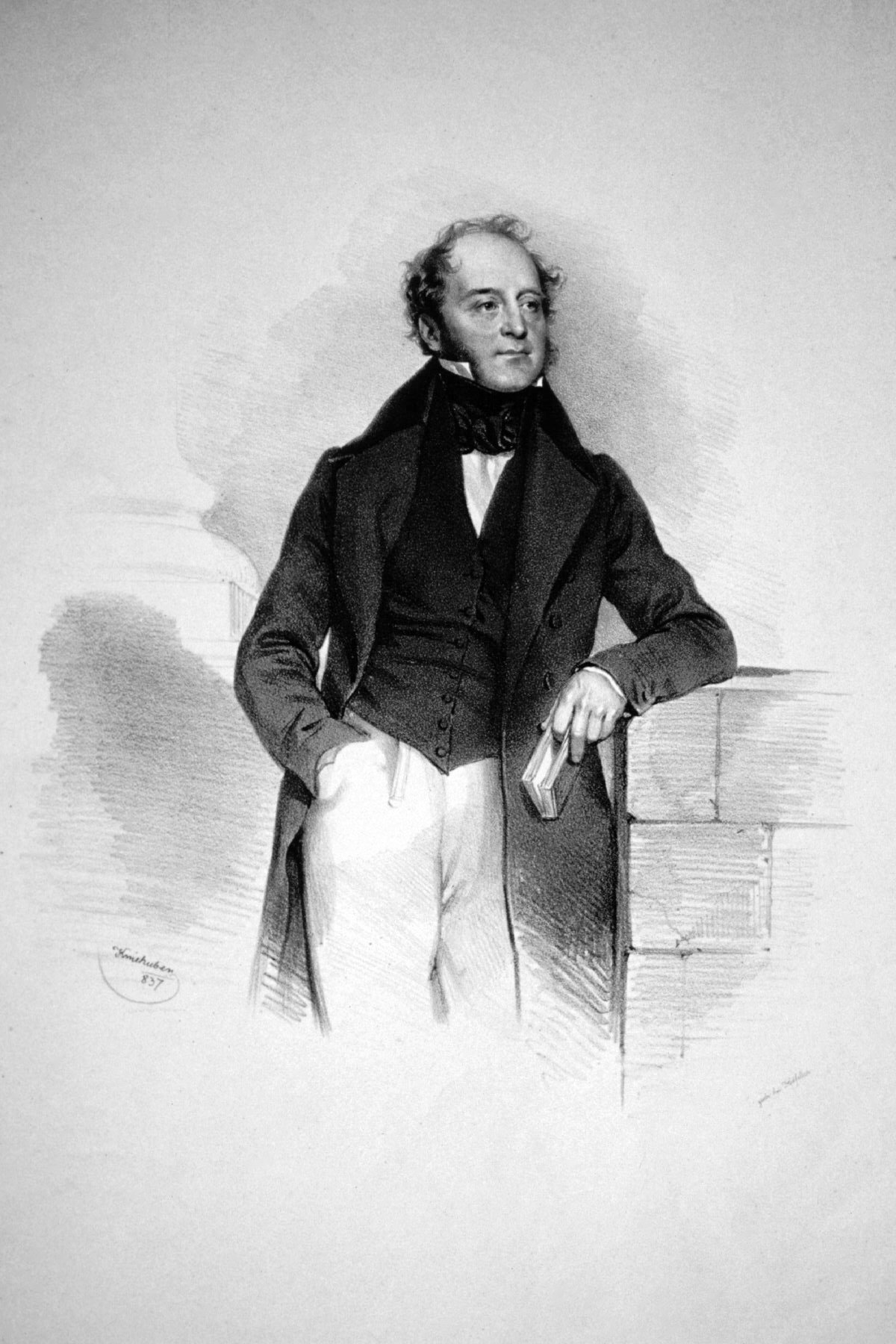
Johann Nepomuk Metzburg Senior

Johann Nepomuk von Metzburg (* 7. November 1780 in Dresden; † 4. Juni 1839 in Wien) war ein österreichischer Staatsbeamter, der sich um die Entwicklung und Förderung der österreichischen Landesstatistik verdient gemacht hat.

## Leben
Johann Nepomuk Freiherr von Metzburg war ein Sohn des Diplomaten Franz Leopold von Metzburg aus der Ehe mit Marie von Raab und wurde in Dresden geboren, wo sein Vater Gesandter am kursächsischen Hof war. Er wuchs in seiner Geburtsstadt Dresden, teils auch bei Verwandten in Bukarest, Jassy, Czernowitz und Wien auf, wo er, neun Jahre alt, nach dem frühen Tod des Vaters unter die Obhut seines Onkels, des Mathematikers Georg Ignaz von Metzburg kam.
Nach dessen Tod kam er an die Theresianische Ritterakademie und trat nach dem Abschluss seines Jurastudiums an der Universität Wien in den Staatsdienst ein. 1802 wurde er Staatsratsoffizial, 1804 Gubernialsekretär in Lemberg, 1806 Vizekreishauptmann in Krakau, 1808 Gubernialrat in Lemberg und bald darauf Kreishauptmann in Żółkiew, nördlich von Lemberg. Im Kriegsjahr 1813 begleitete er als österreichischer Landeskommissär die Armee des Fürsten Schwarzenberg und wurde nach dem Friedensschluss 1815 Beisitzer der für die italienischen Provinzen errichteten Zentral-Organisierungshofkommission in Wien und im selben Jahr Hofrat. Mit der Errichtung des lombardo-venetianischen Königreichs und Auflösung der Hofkommission wurde er zur k. k. vereinigten Hofkanzlei versetzt, wo er 14 Jahre tätig war, bis er 1828 zum Vizepräsidenten des von Anton von Baldacci geleiteten k.k. Generalrechnungsdirektoriums ernannt wurde. 1836 wurde er zum Präsidenten einer neugebildeten Armeerechnungshofkommission ernannt, behielt aber bis zu seinem Tod die Leitung der amtlichen Statistik.
Das neugegründete Statistische Büro des Generalrechnungsdirektoriums hatte die Aufgabe, aus den Unterlagen der Hof- und der 15 Provinzialbuchhaltungen statistische Daten aus dem gesamten Kaiserreich zu erheben und zusammenzuführen. Ziel der anfangs mit großen Schwierigkeiten verbundenen Unternehmung – das Büro hatte nur eine Handvoll Mitarbeiter unter Metzburgs Leitung – war die Herausgabe eines die gesamte Monarchie umfassenden Werkes von statistischen Tafeln. Das Vorhaben wurde vom Kaiser genehmigt, unterlag aber von Anfang einer weitgehenden Geheimhaltung. Der Text wurde unmittelbar auf Stein geschrieben und 100 Exemplare lithographisch hergestellt. Nur ausgewählten höheren Verwaltungsbehörden war es zugänglich und auch diesen nur mit Einschränkungen. Die Einsicht in die in rotes Leder gebundenen finanziellen und militärischen Erhebungen blieb ausgewählten Regierungsbeamten vorbehalten. Auch das von Metzburg 1830/31 herausgegebene 125 Karten und Tabellen umfassende begleitende Handbuch der österreichischen Statistik durfte die geplanten Ergänzungen zu vielen Tafeln noch nicht drucken. Erst 1841 durften die Tafeln im Druck frei veröffentlicht werden.
Nach Metzburgs Tod 1839 wurde 1840 sein „Statistisches Büro“ unter dem Namen k.k. „Direktion der administrativen Statistik“ zu einer eigenständigen Behörde umgewandelt, deren Leitung 1841 Karl von Czoernig übertragen wurde. 
Baron Metzburg kann als Begründer der amtlichen Statistik im Kaiserstaat Österreich angesehen werden. Sein Sohn Johann von Metzburg trat ebenfalls in die politische Beamtenlaufbahn ein, wurde Hofrat und Vizepräsident der mährischen Statthalterei.

## Werke
- Handbuch der österreichischen Statistik, 2 Bände, 1831;
- Versuch einer Darstellung der österreichisch-ungarischen Monarchie in Tafeln, 1829 ff.